# Kool Thing
Kool Thing je píseň a singl americké rockové skupiny Sonic Youth. Singl byl vydán k albu Goo. K písni vyšel i videoklip, jehož režie se ujal Tamra Davis. Text písně má výrazné feministické poselství.

## Seznam skladeb
1. „Kool Thing“ (LP verze) - 4:06
2. „That's All I Know (Right Now)“ - 2:20
3. „Dirty Boots“ - 5:28
4. „Kool Thing“ - 4:15